# Incidente Palomares

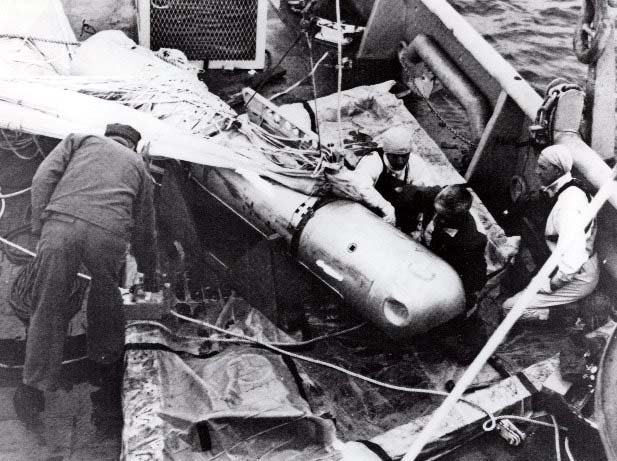
Bomba nuclear B28 recuperada na Espanha.

O Incidente de Palomares ocorreu em 17 de janeiro de 1966, quando um bombardeio B-52G da força aérea dos Estados Unidos colidiu com um Boeing KC-135 enquanto este o reabastecia em pleno voo a uma altura de quase 9.5 quilômetros acima do Mar Mediterrâneo.
O KC-135 foi completamente destruído quando o combustível que transportava pegou fogo, matando assim toda a sua tripulação, já o B-52G se quebrou na colisão, o que acabou matando três membros da sua tripulação de sete, os outros quatro membros conseguiram sobreviver a colisão entre os aviões e ejetaram com paraquedas, embora no processo tenham sofrido algumas queimaduras.
O B-52G carregava quatro bombas de hidrogênio do tipo MK28, das quais três acabaram caindo no pequeno vilarejo de Palomares no município de Cuevas del Almanzora, Almería, na Espanha, uma ficando intacta a queda e as outras duas tendo seus explosivos não nucleares detonados, o que resultou em uma contaminação de dois quilômetros quadrados de plutônio, a quarta bomba acabou caindo no Mar Mediterrâneo e foi recuperada alguns meses depois.